# Marshallville (Georgia)
Marshallville è una città degli Stati Uniti d'America, situata in Georgia, nella Contea di Macon.